# باتريشيا تيكسيرا
باتريشيا تيكسيرا (بالبرتغالية: Patrícia Teixeira‏) (28 سبتمبر 1990 بساو باولو في البرازيل - ) هي لاعبة كرة سلة برازيلية في مركز الهجوم خلفي، شاركت في 2015 FIBA Americas Women's Championship ‏ وكأس العالم لكرة السلة للنساء 2014 ودورة الألعاب الأمريكية 2015 و2013 FIBA Americas Championship for Women ‏.

## وصلات خارجية
- باتريشيا تيكسيرا على موقع الاتحاد الدولي لكرة السلة (الإنجليزية)
- باتريشيا تيكسيرا على موقع كرة السلة الأوروبية.كوم (الإنجليزية)
- باتريشيا تيكسيرا على موقع بروبوليرز (الإنجليزية)